# کارکیا خان احمد اول
کارکیا سلطان احمد اول، شاه کیایی بیه پیش از ۹۱۱ تا ۹۴۰ هجری بود. او مذهب رسمی بیه پیش را از شیعه زیدی به شیعه امامی تغییر داد. از آن پس کیاییان شروع به ترویج مذهب اثنی عشری در منطقه کردند.